# Morzysława
Morzysława – staropolskie imię żeńskie, złożone z dwóch członów: Morzy- ("zabijać, uśmiercać") i -sława ("sława"). Mogło oznaczać "tę, która sławi zabijanie". Męski odpowiednik to Morzysław.
Morzysława imieniny obchodzi 24 września i 6 grudnia.